# احتجاجات سباق جائزة البحرين الكبرى 2012

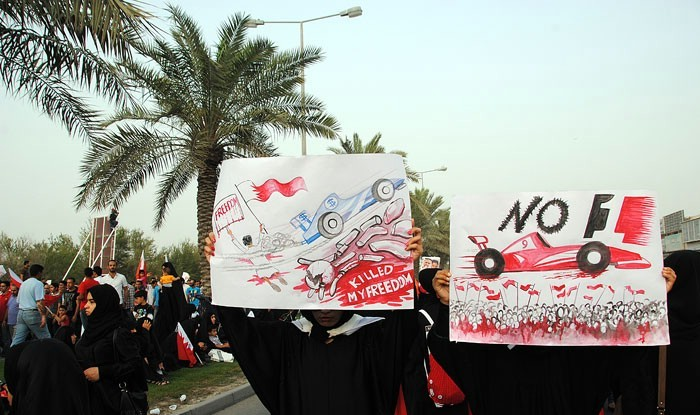
متظاهرون رفعوا لافتات لرفض إقامة السباق خلال احتجاج يوم 20 أبريل.

عاد سباق جائزة البحرين الكبرى لعام 2012 إلى البحرين بعد أن تم إلغاء سباق 2011 بسبب استمرار الاحتجاجات المناهضة للحكومة.
وصف قرار عقد السباق على الرغم من الاحتجاجات وأعمال العنف الجارية بأنه مثير للجدل من قبل قناة الجزيرة الإنجليزية وسي إن إن ووكالة فرانس برس وسكاي نيوز. ادعت صحيفة ذي إندبندنت أنه أحد السباقات الأكثر إثارة للجدل في تاريخ هذه الرياضة.

## الأحداث التي أدت إلى السباق

### إلغاء 2011 وإعادة 2012
ألغي سباق جائزة البحرين الكبرى عام 2011 بسبب الاضطرابات المدنية في 21 فبراير 2011 بناء على طلب من ولي العهد سلمان بن حمد آل خليفة والاتحاد البحريني للسيارات. فشلت محاولة الاتحاد الدولي للسيارات لمدة شهر كامل لاقناع مجلس رياضة سباقات السيارات لإعادة السباق في أكتوبر وأصدر الاتحاد الدولي للسيارات جدول مؤقت لموسم 2012 يعيد فيه سباق جائزة البحرين الكبرى. أعطي هذا الحدث في الأصل شهر نوفمبر وذلك للسماح بعودة الاستقرار إلى البلاد. صدر الجدول المؤقت الثاني في يوليو بإقامة سباق البحرين في 22 أبريل. أكد ذلك في وقت لاحق صدور تقويم الموسم النهائي في ديسمبر عام 2011.
اعتبارا من فبراير 2012 أصبح مستقبل سباق جائزة البحرين الكبرى مهدد. أعربت عدة فرق عن قلقها إزاء الوضع في البلاد في وقت مبكر من سباق الجائزة الكبرى الياباني عام 2011 في حين حث مركز البحرين لحقوق الإنسان الفرق بمقاطعة السباق وسط تجدد الاضطرابات السياسية في البلاد مدعيا أن حكومة البحرين تسعى لاستخدام السباق لتقديم البلاد بأنها مستقرة. حافظ بيرني ايكلستون على موقفه من السباق بالمضي قدما في حين صرح بطل العالم لسنة 1996 دامون هيل عن اعتقاده بأن الفورمولا واحد يمكنها العودة إلى البحرين بضمير مرتاح بعد زيارة البلاد. ومع ذلك تغير موقف هيل بعد أسبوعين مشيرا إلى أن السباق قد خلق المزيد من المشاكل بدلا من حلها. وحذر من اللامبالاة وحث على عدم استغلال الرياضة من جميع الأطراف السياسية. أعرب زميله بطل العالم السابق جاكي ستيوارت عن دعمه للسباق محذرا من أن إلغاء سباق الجائزة الكبرى يمكن أن يكون أكثر ضررا لهذه الرياضة من عقده.

### احتجاجات مدنية ضد السباق
في يناير 2012 حثت جماعات حقوق الإنسان في البلاد الفرق لمقاطعة سباق 2012 وسط الصراع المتواصل في البلاد. في فبراير كتب ائتلاف شباب 14 فبراير إلى بيرني ايكلستون مهددا بفعل كل شيء من أجل افشال السباق. وأضافوا بأنهم لا يضمنون سلامة الفرق والسائقين والمتفرجين إذا أقيم السباق وكان ايكلستون غير مبال حول التهديد مشيرا إلى انه لم يشعر بحاجة المتظاهرين إلى اللجوء إلى العنف وموضحا بثقة بأن منظمي الحدث لن يردوا على أي معارضة بالقوة. دعم السائقين بطلي العالم سيباستيان فيتيل ومايكل شوماخر إقامة السباق.
في 28 مارس 2012 أكد ايكلستون ان الحدث سيمضي قدما. بعد أربعة أيام أحيا المتظاهرون حملتهم ضد السباق مما اضطر الشرطة إلى تفريق المظاهرات في أبو صيبع وتوبلي. تحول النشطاء أيضا إلى تويتر في محاولة لإلغاء الحدث. بحلول نهاية الأسبوع الأول من شهر إبريل أفيد أن تركيز حركة الاحتجاج قد تحول إلى السباق واتهم نشطاء الحكومة باستخدام السباق لمحاولة خداع المجتمع الدولي وبأن كل شيء عاد إلى طبيعته. رفضت الحكومة هذه المزاعم وأكد رئيس الدائرة زايد الزياني أن السباق سيقام الذي سيخدم مصالح جميع الأطراف المعنية وأنه سيجلب منافع اقتصادية للمنطقة لا يمكن تجاهلها. ادعى الزياني أيضا أنه لم يفهم لماذا يتم تحويل السباق إلى قضية سياسية وبدلا من ذلك قال أن السباق سيجري لأن البحرين موطن رياضة السيارات في الشرق الأوسط واتهم المراقبين والمتطرفين مثيري الذعر بمحاولة خلق حالة من الذعر المعنوي خلال السباق. نفى النشطاء هذه المطالبات مؤكدين اعتقادهم أن الحكومة تحاول استخدام السباق لتقول للعالم الخارجي أن كل شيء عاد إلى طبيعته.
في أعقاب الاحتجاجات المناهضة للسباق اعترف ايكلستون انه ليس لديه السلطة لإجبار الفرق لخوض السباق في البحرين إذا لم ترغب في ذلك. في اليوم نفسه نقلت صحيفة الجارديان عن أحد الفرق لم تذكر اسمه أنه غير مرتاح لفكرة الذهاب إلى البحرين والطريقة الوحيدة لعدم وقوع حوادث هو أن يكون هناك تأمين عسكري كامل. أنا أعتقد أن ذلك سيكون غير مقبول سواء بالنسبة للفورمولا واحد وبالنسبة للبحرين ولكن أنا لا أرى أي طريقة أخرى يمكن أن تفعل ذلك. اعترف أنه على الرغم من انه لم يكن هناك قيود على السفر إلى البحرين أصدرتها وزارة الخارجية البريطانية اعتبارا من أسبوعين قبل السباق ولا يوجد أي اعتراض على السفر إلى البلاد من قبل شركات التأمين التي تؤمن الفرق التي تقاسمت تحفظها على إقامة السباق. ادعى كذلك أن أحد الفرق وبعد المشاركة في السباق الصيني الذي يقام قبل السباق البحريني بأسبوع حجز تذكرتي عودة الأولى مباشرة من شنغهاي إلى إنجلترا والأخرى من شانغهاى إلى إنجلترا عن طريق البحرين في حال إلغاء السباق مما دعا ايكلستون لتقليل أعمية هذه التعليقات مدعيا أن أيا من الفرق الإثني عشر أبدت أي تحفظات معه حول السباقات ومضيفا أن أي فريق سيفشل في السباق سيكون خرق الاتفاق وربما سيواجه عقوبة مالية.

### رد الاتحاد الدولي للسيارات
خلال الاستعدادات لسباق الجائزة الكبرى الصيني قبل أسبوع واحد من سباق البحرين وجه زايد الزياني الانتباه إلى تقرير بتكليف من لوتس توقع احتجاجات على السباق ستقتصر على المظاهرات السلمية وبصرف النظر عن زيادة طفيفة في وجود الشرطة والمتفرجين التي لن تلاحظها الفرق بين أحداث عامي 2010 و2012. تم التثبت من تقرير لوتس قبل لقاء جون ييتس مساعد المفوض السابق لشرطة العاصمة لندن ومستشار وزارة الداخلية البحرينية مشيرا أن الاحتجاجات غير قانونية وحرفت في وسائل الإعلام. ييتس اعترف لاحقا انه ليس هناك طريقة للحكومة البحرينية يمكنها من ضمان سلامة أي شخص واحتمال أن تضطر قوات الأمن لاستخدام الذخيرة الحية. في حالة وقوع حادث خلال سباق الجائزة الكبرى من الممكن أن يؤدي إلى سقوط ضحايا وقدم نبيل رجب رئيس مركز البحرين لحقوق الإنسان تطمينات بأن لا أحد في الفورمولا واحد سوف يتضرر من الاحتجاجات وأن الاحتجاجات لن تهاجم السباق وإنما ضد الآثار السياسية من المضي بالسباق قدما.
رابطة أحد فرق ردت على تكهنات وسائل الاعلام بأن السباق سيلغى بأنهم ليست لديهم القدرة على إلغاء سباق الجائزة الكبرى في حين أعلن بيرني ايكلستون أن السباق سيلغى بناء على طلب من السلطات البحرينية. عندما سئل عن مشاعرهم تجاه سباق جائزة البحرين الكبرى دعا سائقي ماكلارين وريد بول جنسون باتون ومارك ويبر إلى الوحدة داخل هذه الرياضة حول هذا الموضوع على حد سواء داعيا الاتحاد الدولي للسيارات لاتخاذ القرار أكثر استنارة.
في 13 أبريل أصدر الاتحاد الدولي للسيارات بيان ختامي عن رضاه عن الوضع في البحرين وأن سباق جائزة البحرين الكبرى لعام 2012 سيمضي قدما كما هو مخطط له. بعد لقاء بين الفريقين وايكلستون في شنغهاي وأعلنت الفرق أنها سعيدة بإقامة السباق. جذب القرار اعتراض المدافعين عن حقوق الإنسان مع وصف منظمة العفو الدولية بأن الوضع لم يتحسن عن كان عليه في عام 2011 في حين ذكرت صحيفة تايمز أن مسئولي الفرق شعروا بالارتياح. أعلنت مكلارين ومرسيدس عن دعهمها لإقامة السباق وقال رئيس فريق مكلارين مارتن ويتمارش أن مكلارين ستشارك في سباق البحرين طالما بقي هذا الحدث على التقويم.

### مقارنات مع الأحداث السياسية أثناء سباق تركيا 2006
في سباق الجائزة الكبرى التركي لعام 2006 قدم للفائز بالسباق البرازيلي فيليبي ماسا الكأس من قبل محمد علي طلعت الذي كان يشار إليه باسم رئيس الجمهورية التركية لشمال قبرص الدولة التي لا تعترف بها سوى تركيا. أقام الاتحاد الدولي للسيارات تحقيقا بعد شكوى رسمية من حكومة قبرص وحكم على منظني السباق التركي بالغرامة 5 ملايين دولار أمريكي. قال المتحدث الرسمي باسم الاتحاد الدولي للسيارات أن «الحياد السياسي أساسي لدور الاتحاد الدولي للسيارات باعتباره هيئة إدارة رياضة السيارات الدولية. لا يوجد حل وسط أو قبول لانتهاك لهذا الحياد» وهو ما ينعكس في المادة 1 من النظام الأساسي للاتحاد الدولي التي تنص على امتناع الاتحاد الدولي للسيارات عن إظهار التمييز العنصري أو السياسي أو الديني في سياق أنشطتها وعن اتخاذ أي إجراء في هذا الصدد.
لاحظ معلقون أثناء الاستعدادات لإقامة السباق البحريني أن منظمي السباق أقاموا بحملة بعنوان وطن واحد. في مقال رأي نشر على موقعه على الإنترنت وصف الصحفي كيث كولانتين الحملة بأنها ذات طابع سياسي وأن استجابة الاتحاد الدولي للسيارات جعلهم يسخرون منه لأنه يطالب ضمن قوانينه الخاصة بالحياد السياسي في حين علق مراسل سكاي سبورتس تيد كرافيتز أن جميع أعضاء الفرق طالبوا بعدم استغلال السباق لأهداف سياسية. عندما سئل عن حملة وطن واحد تجنب جان تود السؤال.
أبلغ الصحفيين أن حملة وطن واحد فشلت في تقديم وحدة البلاد وكان بدلا من ذلك تأثير معاكس.

### ضغط المجتمع الدبلوماسي الدولي
مع اقتراب إقامة السباق فإن العديد من أعضاء البرلمان البريطاني بما في ذلك جيريمي كوربين وبيتر بوتوملي وبوب راسل وأندي سلوتر دعوا إلى الإلغاء الفوري للسباق معربين عن قلقهم من استخدام السباق من قبل حكومة البحرين لتبني سياساتها لقمع المعارضة. كما ناشد حزب العمال مباشرة السائقين البريطانيين جنسن باتون ولويس هاملتون وبول دي ريستا بمقاطعة السباق. ودعا زعيم حزب العمل إد ميلباند ووزير الداخلية الظل إيفيت كوبر علنا إلى إلغاء السباق.
حث دوغلاس ألكسندر وزير الخارجية في الحكومة الظل في رسالة وجهها إلى المدير التنفيذي في رد بل ونيوز كوربوريشن ديتريش ماتيشيتز وروبرت مردوخ الفريقان ووسائل الإعلام والجهات الراعية بمقاطعة الحدث. أدان البيت الأبيض العنف من قبل طرفي الصراع. في 19 أبريل قرر عدد من الرعاة أبرزهم رويال داتش شل وفودافون عدم ترفيه العملاء والشركاء. شركات الضيافة انسحبت أيضا من الحدث بسبب الانكماش في مجال الأعمال التجارية التي تصل إلى ثمانين%.
حافظ رئيس الاتحاد الدولي للسيارات جان تود على موقفه بأن البلد آمن وقال: «من الواضح أن سباق الجائزة الكبرى سيمضي قدما. كان هناك بعض الجدل حول ذلك ولكن الاتحاد الدولي للسيارات هي منظمة رياضية. نحن مهتمون فقط في مجال الرياضة وليس السياسة». واصل بيرني ايكلستون وصف البلاد بأنها «هادئة وسلمية» على الرغم من أن الشرطة فرقت حشد عنيف من مائتي من مثيري الشغب بقنابل الصوت وكان مثيري الشغب دعوا إلى «أيام الغضب» في الأيام التي سبقت السباق.

### وصول الفرق في البحرين
وصل أعضاء الفريق الأول للبحرين في 17 أبريل وسط تقارير تفيد بأن ستين من زعماء الاحتجاج الشيعي قد اعتقلوا قبل إقامة السباق. أثناء التحضير لوصولهم إلى البحرين اتخذت قوات الأمن بعض الاحتياطات بالاستعانة بخبراء وتخطيط الطريق الذي يصل من العاصمة المنامة إلى الحلبة بمسافة تبعد نحو 40 كيلومتر. ذكرت وكالة فرانس برس أن الصحفيين والمصورين قد منعوا من دخول البحرين والعديد من الصحفيين الأجانب تأخرت الموافقة على تأشيراتهم لمنعهم من دخول البلاد. ذكرت وكالة فرانس برس إلى أنه طلب من الجميع حمل كاميراتهم بشكل واضح في جميع الأوقات وذلك لتسهيل عملية مراقبتهم ومنعهم من تغطية الأحداث البعيدة عن السباق. الصحفيين الذين حصلوا على موافقة لدخول البحرين استخدموا مواقع التواصل الاجتماعي للتحايل على الأمر. أبلغ عن وجود مكثف للشرطة على طول الطريق من المنامة إلى الحلبة بما في ذلك المركبات المدرعة وشرطة مكافحة الشغب.
تشافي بويولار مهندس السباق لسائق ويليامز إف ون باستور مالدونادو قام بتحميل صورة إلى تويتر مدعيا بأن الأمور طبيعية في حين لاحظ سائق اتش آر تي اف ون ورئيس رابطة سائقي الجائزة الكبرى بيدرو دو لا روزا أنه لا يشعر بالقلق بشأن سلامة الحدث وأضاف حامل اللقب العالمي سباستيان فيتل أنه يشعر بأنه لا توجد خطورة في البحرين كما البرازيل. في سباق الجائزة الكبرى البرازيلي عام 2010 في ساو باولو فإن بطل العالم لسنة 2009 جنسون باتون الذي شارك في الحادث فقد حاول مسلحون اختطافه بعد خروجه من مساره في الحلبة. تعليقات فيتل اجتذبت انتقادات من السائق السابق البرازيلي روبنز باركيلو الذي قال أنه لا توجد مقارنة بين البرازيل والبحرين. العديد من السائقين بما في ذلك بوتون ومايكل شوماخر ورومان غروجان رفضوا التعليق في أي من الاتجاهين على الوضع السياسي في البحرين مؤكدين اعتقادهم بأن الرياضة والسياسة المحلية يجب أن تبقى منفصلة. في مقال رأي لصحيفة ذي إندبندنت أطلق الصحافي روبرت فيسك هجوما لاذعا على برامج التشغيل لموقفهم المحايد متهما سيباستيان فيتيل بالجهل واتهام جنسون باتون ولويس هاميلتون بالكيل بمكيالين وخلص إلى أن الرياضيين في القرن 21 لم يعدوا يستطيعون تحمل أن ينأوا بأنفسهم عن أخلاقية القيم.
فريق بورش السوبر انسحبت من الحدث يوم 18 أبريل مشيرا إلى مخاوفه بشأن الأمن في البلاد.

### حادث انفجار خزان البترول لإحدى سيارات فريق فورس انديا
يوم 18 أبريل نشر الميكانيكي السابق لفريق مكلارين الذي تحول إلى مهنة الصحافة مارك بريستلي خبرا عبر تويتر عن استئجار سيارة يستخدمها ميكانيكيو فريق فورس إنديا كانوا ضالعين في تفجير البنزين على الرغم من عدم وجود إصابات أو أضرار. أعضاء الفريق كانوا مسافرين في سيارة لا تحمل علامات وتم سد الشارع حيث لم يستطيعوا معرفة بأن خزان البترول انفجر قبل ذلك في مكان قريب. أشارت تقارير أخرى عن الحادث أن الميكانيكيون تعرضوا لفترة وجيزة إلى غاز مسيل للدموع الذي أطلق من قبل قوات الأمن على المتظاهرين. أحد أعضاء الفريق المتورطين في الحادث سافر من البلاد في اليوم التالي. ميكانيكي لم يذكر اسمه اختار أن يترك البلد لأنه لم يعد يشعر بالراحة في البلاد. بعد عدة ساعات ترك ميكانيكي آخر البلاد. أبدى سائق فورس انديا نيكو هولكينبيرغ انزعاجه من قبل سلسلة من الأحداث بقوله أنه «ليس صحيحا» أن يخاف أعضاء الفريق على سلامتهم الشخصية إلى هذه الدرجة.
بعد وقت قصير من انتهاء الدورة الممارسة الأولى صباح يوم الجمعة تكهنت وسائل الإعلام أن فورس انديا سوف لن يخوض الدورة الثانية المقررة أن تجرى في وقت لاحق من ذلك اليوم لأنهم لم يكونوا يشعرون بالارتياح من العودة إلى المنامة بعد حلول الظلام. على الرغم من أن الدورة الثانية كان من المقرر أن تنتهي في الساعة الثالثة والنصف مساء بالتوقيت المحلي فإنه في طريق عودتهم شهدوا بعض المظاهرات. المصور دارين هيث شعر أيضا بعدم الارتياح. الفريق أكد في وقت لاحق أنهم يفكرون في الانسحاب من الدورة الثانية. حافظ الفريق على دعمه لإقامة السباق. كان بيرني إكليستون مرتبكا بشأن قرار الفريق بالانسحاب من الدورة الثانية مشيرا إلى أن أيا من الفرق الأخرى قد أعربت عن قلقها على سلامتهم وانه عرض مرافقة أفراد الفريق إلى المنامة لإشاعة الطمأنينة لكنهم رفضوا.
أكد أعضاء فريق ساوبر أيضا أنهم تعرضوا لنفس الموقف حيث عبرت حافلة الفريق الصغيرة المليئة بكامل أفراد الفريق نار مشتعلة في منتصف الطريق واقترب مجموعة من الرجال المقنعين من السائق الذي استطاع أن يبتعد بعيدا عنهم. ذكر صحفي برازيلي أيضا أن الشرطة أطلقت الغاز المسيل للدموع على المتظاهرين.

### رد آل خليفة على منتقدي السباق
بعد وقت قصير من انتهاء الدورة الثانية يوم 20 أبريل رفض ولي العهد سلمان بن حمد آل خليفة في بيان لوسائل الإعلام إلغاء السباق واعتبر هذا السباق بأنه حيوي لمستقبل البحرين.
على إثر البيان الصادر من ولي العهد فقد زادت التوترات ما بين المحتجين والحكومة إلى أقصى حد منذ الخميس الدامي عبر سلسلة من الغارات الليلية التي تقوم بها الشرطة ضد المحتجين في دوار اللؤلؤة في المنامة مارس 2011 والتي أسفرت عن مقتل أربعة من المحتجين. انتقدت تصريحاته على عدة جبهات مشيرين إلى أن الحكومة «تريد الاهتمام الدولي لاستضافة سباق الجائزة الكبرى ولكن لا ترغب في وجود اهتمام دولي لمشاهدة الاحتجاجات السياسية» وبالتالي تحول السباق إلى «ممارسة الدعاية» للحكومة.
قتل متظاهر في اشتباكات مع الشرطة يوم الجمعة قبل السباق.
أعربت مجموعة أنونيموس عن غضبها من إقامة السباق وأطلقت «عملية البحرين» مهددة بتحويل موقع الفورمولا واحد إلى «حفرة تدخين في الفضاء الإلكتروني» طوال عطلة نهاية أسبوع السباق. تعرض الموقع للحجب لفترة وجيزة من قبل هجمات الحرمان من الخدمات. ادعى ممثل عن المجموعة شن هجمات مماثلة ضد مواقع وزارات الحكومة البحرينية.